# Mistrzostwa Ameryki Środkowej i Karaibów w Lekkoatletyce 2005
20. Mistrzostwa Ameryki Środkowej i Karaibów w Lekkoatletyce – zawody lekkoatletyczne zorganizowane na Thomas Robinson Stadium w Nassau na Bahamach od 8 do 11 lipca 2005 roku.

## Rezultaty
| CR – rekord mistrzostw | NR – rekord kraju |

### Mężczyźni
| Konkurencja           | 1. miejsce                                                                     | 1. miejsce | 2. miejsce                                                                                  | 2. miejsce | 3. miejsce                                                                 | 3. miejsce |
| --------------------- | ------------------------------------------------------------------------------ | ---------- | ------------------------------------------------------------------------------------------- | ---------- | -------------------------------------------------------------------------- | ---------- |
| 100 m                 | Darrel Brown · Trynidad i Tobago                                               | 10,02 CR   | Marc Burns · Trynidad i Tobago                                                              | 10,02      | Churandy Martina · Antyle Holenderskie                                     | 10,10      |
| 200 m                 | Usain Bolt · Jamajka                                                           | 20,03 CR   | Aaron Armstrong · Trynidad i Tobago                                                         | 20,35      | Dominic Demeritte · Bahamy                                                 | 20,47      |
| 400 m                 | Lansford Spence · Jamajka                                                      | 45,29      | Ato Modibo · Trynidad i Tobago                                                              | 45,46      | Chris Brown · Bahamy                                                       | 45,57      |
| 800 m                 | Yeimer López · Kuba                                                            | 1:47,64    | Sherridan Kirk · Trynidad i Tobago                                                          | 1:48,31    | Moise Joseph · Haiti                                                       | 1:49,60    |
| 1500 m                | Maury Castillo · Kuba                                                          | 3:47,89    | David Freeman · Portoryko                                                                   | 3:48,01    | Luis Soto · Portoryko                                                      | 3:52,60    |
| 5000 m                | Juan Luis Barrios · Meksyk                                                     | 14:22,57   | Juan Carlos Romero · Meksyk                                                                 | 14:36,18   | Liván Luque · Kuba                                                         | 14:38,02   |
| 10 000 m              | Aguelmis Rojas · Kuba                                                          | 30:14,75   | Juan Carlos Romero · Meksyk                                                                 | 30:41,87   | Henry Ortíz · Kuba                                                         | 31:38,63   |
| 110 m przez płotki    | Yoel Hernández · Kuba                                                          | 13,32w     | Dayron Robles · Kuba                                                                        | 13,41w     | Alleyne Lett · Grenada                                                     | 13,49w     |
| 400 m przez płotki    | Dean Griffiths · Jamajka                                                       | 48,99 CR   | Yacnier Luis · Kuba                                                                         | 49,12      | Lueroy Colquhoun · Jamajka                                                 | 49,43      |
| 3000 m z przeszkodami | Alexander Greaux · Portoryko                                                   | 8:56,15    | José Alberto Sánchez · Kuba                                                                 | 9:07,44    | Salvador Miranda · Meksyk                                                  | 9:11,67    |
| skok wzwyż            | Víctor Moya · Kuba                                                             | 2,26       | Lisvany Pérez · Kuba                                                                        | 2,26       | Gerardo Martínez · Meksyk                                                  | 2,23       |
| skok o tyczce         | Lázaro Borges · Kuba                                                           | 4,80       | Abiexer Vega · Portoryko                                                                    | 4,80       | Natanael Semeis · Portoryko                                                | 4,40       |
| skok w dal            | Leevan Sands · Bahamy                                                          | 8,13 =CR   | Osbourne Moxey · Bahamy                                                                     | 8,03w      | Ibrahim Camejo · Kuba                                                      | 7,88       |
| trójskok              | Yoandri Betanzos · Kuba                                                        | 17,33w     | Allen Simms · Portoryko                                                                     | 17,19w     | Leevan Sands · Bahamy                                                      | 17,14w     |
| pchnięcie kulą        | Dorian Scott · Jamajka                                                         | 20,21 CR   | Alexis Paumier · Kuba                                                                       | 19,05      | Yoisel Toledo · Kuba                                                       | 18,28      |
| rzut dyskiem          | Yunior Lastre · Kuba                                                           | 60,10      | Loy Martínez · Kuba                                                                         | 59,35      | Héctor Hurtado · Wenezuela                                                 | 55,05      |
| rzut młotem           | Yosvany Suárez · Kuba                                                          | 69,31      | Erick Jiménez · Kuba                                                                        | 68,42      | Santos Vega · Portoryko                                                    | 64,53      |
| rzut oszczepem        | Emeterio González · Kuba                                                       | 76,44      | Yudel Moreno · Kuba                                                                         | 73,95      | Justin Cummins · Barbados                                                  | 61,92      |
| dziesięciobój         | Claston Bernard · Jamajka                                                      | 7877       | Alberto Juantorena Jr. · Kuba                                                               | 7672       | Alexis Chivás · Kuba                                                       | 7624       |
| chód na 20 000 m      | Julio Martínez · Gwatemala                                                     | 1:30:38,07 | Gabriel Ortiz · Meksyk                                                                      | 1:32:46,32 | Walter Sandoval · Salwador                                                 | 1:37:38,64 |
| sztafeta 4 × 100 m    | Trynidad i Tobago · Darrel Brown · Aaron Armstrong · Marc Burns · Jacey Harper | 38,47 CR   | Antyle Holenderskie · Geronimo Goeloe · Charlton Raffaela · Jairo Duzant · Churandy Martina | 38,92      | Bahamy · Jamial Rolle · Dominic Demeritte · Grafton Ifill · Derrick Atkins | 39,08      |
| sztafeta 4 × 400 m    | Bahamy · Aaron Cleare · Andrae Williams · Nathaniel McKinney · Chris Brown     | 3:01,08    | Trynidad i Tobago · Ato Stephens · Renny Quow · Sherridan Kirk · Damion Barry               | 3:01,43    | Kuba · William Collazo · Dayron Martínez · Glaudel Garzón · Yeimer López   | 3:02,33    |

### Kobiety
| Konkurencja           | 1. miejsce                                                                           | 1. miejsce  | 2. miejsce                                                                               | 2. miejsce | 3. miejsce                                                             | 3. miejsce |
| --------------------- | ------------------------------------------------------------------------------------ | ----------- | ---------------------------------------------------------------------------------------- | ---------- | ---------------------------------------------------------------------- | ---------- |
| 100 m                 | Chandra Sturrup · Bahamy                                                             | 11,02 CR    | Tahesia Harrigan · Brytyjskie Wyspy Dziewicze                                            | 11,29      | Fana Ashby · Trynidad i Tobago                                         | 11,40      |
| 200 m                 | Cydonie Mothersill · Kajmany                                                         | 22,26w      | Christine Amertil · Bahamy                                                               | 22,64w     | Peta-Gaye Dowdie · Jamajka                                             | 22,72w     |
| 400 m                 | Tonique Williams-Darling · Bahamy                                                    | 50,97       | Tiandra Ponteen · Saint Kitts i Nevis                                                    | 51,41      | Lisvania Grenot · Kuba                                                 | 51,53      |
| 800 m                 | Neisha Bernard-Thomas · Grenada                                                      | 2:01,07     | Aneita Denton · Jamajka                                                                  | 2:01,66    | Yuneisi Santiusti · Kuba                                               | 2:02,38    |
| 1500 m                | Aneita Denton · Kuba                                                                 | 4:26,43     | Ashley Couper · Bermudy                                                                  | 4:26,91    | Yanisleidis Castillo · Kuba                                            | 4:30,83    |
| 5000 m                | Yudelkis Martínez · Kuba                                                             | 17:12,78    | Angélica Sánchez · Meksyk                                                                | 17:15,00   | Yanisleidis Castillo · Kuba                                            | 17:32,37   |
| 10 000 m              | Yudelkis Martínez · Kuba                                                             | 33:53,50    | Mariela González · Kuba                                                                  | 35:09,62   | Angélica Sánchez · Meksyk                                              | 36:36,79   |
| 100 m przez płotki    | Nadine Faustin · Haiti                                                               | 12,83       | Andrea Bliss · Jamajka                                                                   | 12,86      | Yahumara Neyra · Kuba                                                  | 13,09      |
| 400 m przez płotki    | Debbie-Ann Parris · Jamajka                                                          | 55,26       | Andrea Blackett · Barbados                                                               | 56,47      | Shevon Stoddart · Jamajka                                              | 56,64      |
| 3000 m z przeszkodami | Mardea Hyman · Jamajka                                                               | 9:54,01 CR  | Korene Hinds · Jamajka                                                                   | 9:58,05    | [ 1 ]                                                                  |            |
| skok wzwyż            | Levern Spencer · Saint Lucia                                                         | 1,94 CR     | Juana Arrendel · Dominikana · Karen Beautle · Jamajka                                    | 1,85       |                                                                        |            |
| skok o tyczce         | Katiuska Pérez · Kuba                                                                | 4,25 CR     | Denisse Orengo · Portoryko                                                               | 4,10       | Marjorie Sánchez · Kuba                                                | 4,00       |
| skok w dal            | Yargelis Savigne · Kuba                                                              | 6,88w       | Elva Goulbourne · Jamajka                                                                | 6,78w      | Jackie Edwards · Bahamy                                                | 6,71w      |
| trójskok              | Yarianna Martínez · Kuba                                                             | 14,18 CR    | Mabel Gay · Kuba                                                                         | 13,97      | Jennifer Arveláez · Wenezuela                                          | 13,09      |
| pchnięcie kulą        | Yumileidi Cumbá · Kuba                                                               | 18,98 CR    | Cleopatra Borel-Brown · Trynidad i Tobago                                                | 18,05      | Kimberly Barrett · Jamajka                                             | 18,03      |
| rzut dyskiem          | Yarelis Barrios · Kuba                                                               | 56,59       | Lisandra Rodríguez · Kuba                                                                | 53,07      | Chafree Bain · Bahamy                                                  | 47,36      |
| rzut młotem           | Candice Scott · Trynidad i Tobago                                                    | 67,44 CR    | Yunaika Crawford · Kuba                                                                  | 66,75      | Natalie Grant · Jamajka                                                | 61,34      |
| rzut oszczepem        | Laverne Eve · Bahamy                                                                 | 61,11       | Olivia McKoy · Jamajka                                                                   | 61,10      | Noraida Bicet · Kuba                                                   | 59,05      |
| siedmiobój            | Juana Castillo · Dominikana                                                          | 5760        | Yasmiani Pedroso · Kuba                                                                  | 5749       | Cheilín Povea · Kuba                                                   | 5285       |
| chód na 10 000 m      | Cristina López · Salwador                                                            | 45:52,32 CR | Evelyn Núnez · Gwatemala                                                                 | 47:23,58   | Yarelis Sánchez · Kuba                                                 | 50:57,73   |
| sztafeta 4 × 100 m    | Jamajka · Danielle Browning · Sheri-Ann Brooks · Beverly McDonald · Peta-Gaye Dowdie | 43,21       | Bahamy · Timicka Clarke · Philippa Arnette-Willie · Savatheda Fynes · Chandra Sturrup    | 43,48      | Kuba · Yaumara Neira · Roxana Díaz · Mileydis Lazo · Yenima Arencibia  | 45,07      |
| sztafeta 4 × 400 m    | Jamajka · Moya Thompson · Sonita Sutherland · Shellene Williams · Allison Beckford   | 3:30,63     | Bahamy · Sasha Rolle · Christine Amertil · Shakeitha Henfield · Tonique Williams-Darling | 3:33,14    | Kuba · Indira Terrero · Yaniuska Pérez · Yadira Isaac · Libania Grenot | 3:33,85    |

## Tabela medalowa
| Klasyfikacja medalowa |                            |    |    |    |       |
| Miejsce               | Państwo                    |    |    |    | Razem |
| 1                     | Kuba                       | 18 | 13 | 17 | 48    |
| 2                     | Jamajka                    | 9  | 6  | 5  | 20    |
| 3                     | Bahamy                     | 5  | 4  | 6  | 15    |
| 4                     | Trynidad i Tobago          | 3  | 6  | 1  | 10    |
| =5                    | Meksyk                     | 1  | 4  | 3  | 8     |
| =5                    | Portoryko                  | 1  | 4  | 3  | 8     |
| =7                    | Dominikana                 | 1  | 1  | 0  | 2     |
| =7                    | Gwatemala                  | 1  | 1  | 0  | 2     |
| =9                    | Grenada                    | 1  | 0  | 1  | 2     |
| =9                    | Haiti                      | 1  | 0  | 1  | 2     |
| =9                    | Salwador                   | 1  | 0  | 1  | 2     |
| =12                   | Kajmany                    | 1  | 0  | 0  | 1     |
| =12                   | Saint Lucia                | 1  | 0  | 0  | 1     |
| =14                   | Antyle Holenderskie        | 0  | 1  | 1  | 2     |
| =14                   | Barbados                   | 0  | 1  | 1  | 2     |
| =16                   | Bermudy                    | 0  | 1  | 0  | 1     |
| =16                   | Brytyjskie Wyspy Dziewicze | 0  | 1  | 0  | 1     |
| =17                   | Kolumbia                   | 0  | 1  | 0  | 1     |
| =17                   | Saint Kitts i Nevis        | 0  | 1  | 0  | 1     |
| 20                    | Wenezuela                  | 0  | 0  | 2  | 2     |